# Ловндесборо
Ловндесборо (англ. Lowndesboro) — місто (англ. town) в США, в окрузі Лаундс штату Алабама. Населення — 89 осіб (2020).

## Географія

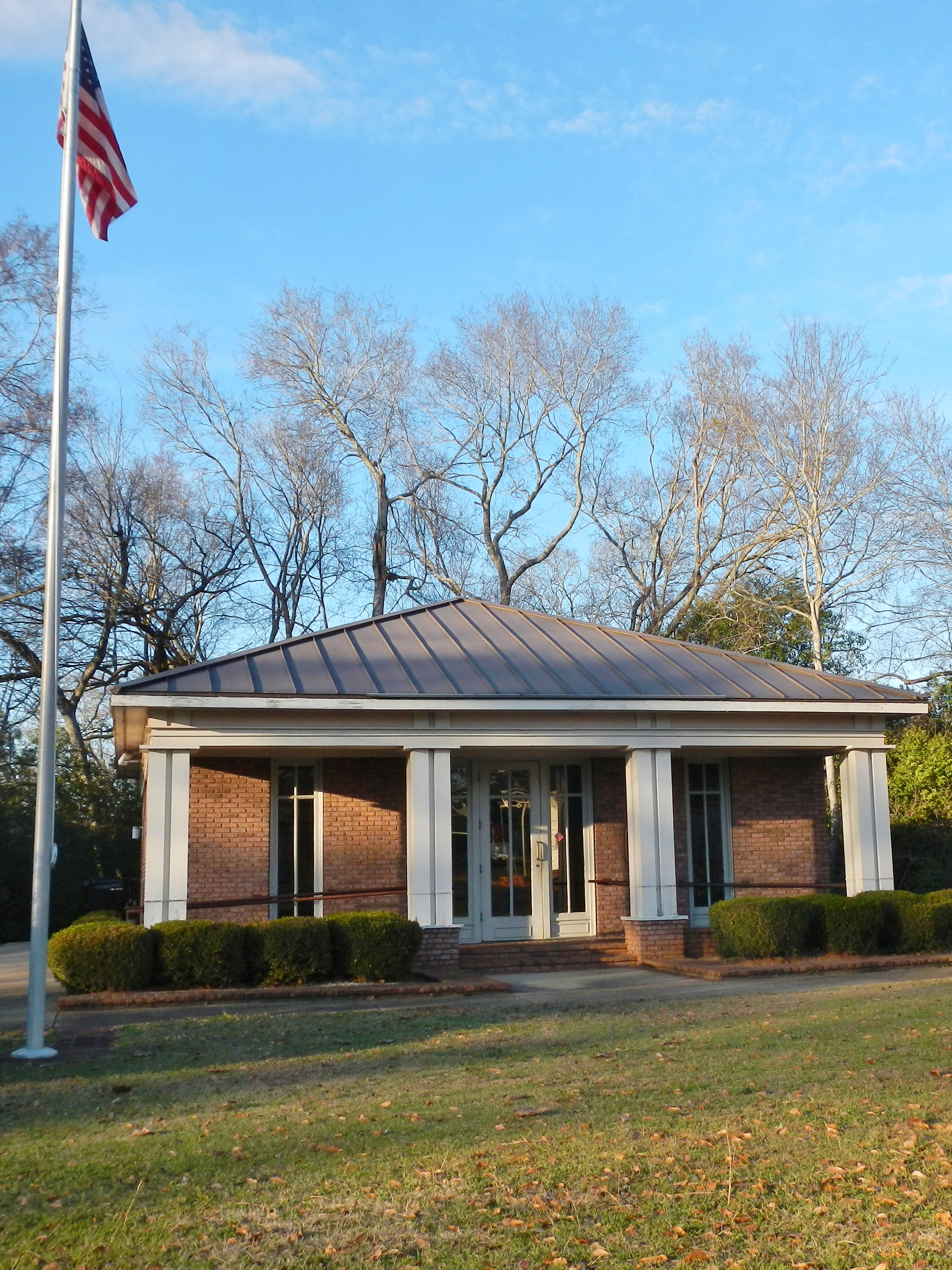
Поштове відділення

Ловндесборо розташоване за координатами 32°16′35″ пн. ш. 86°36′39″ зх. д. / 32.27639° пн. ш. 86.61083° зх. д. (32.276422, -86.610848).  За даними Бюро перепису населення США в 2010 році місто мало площу 2,05 км², уся площа — суходіл.

## Демографія

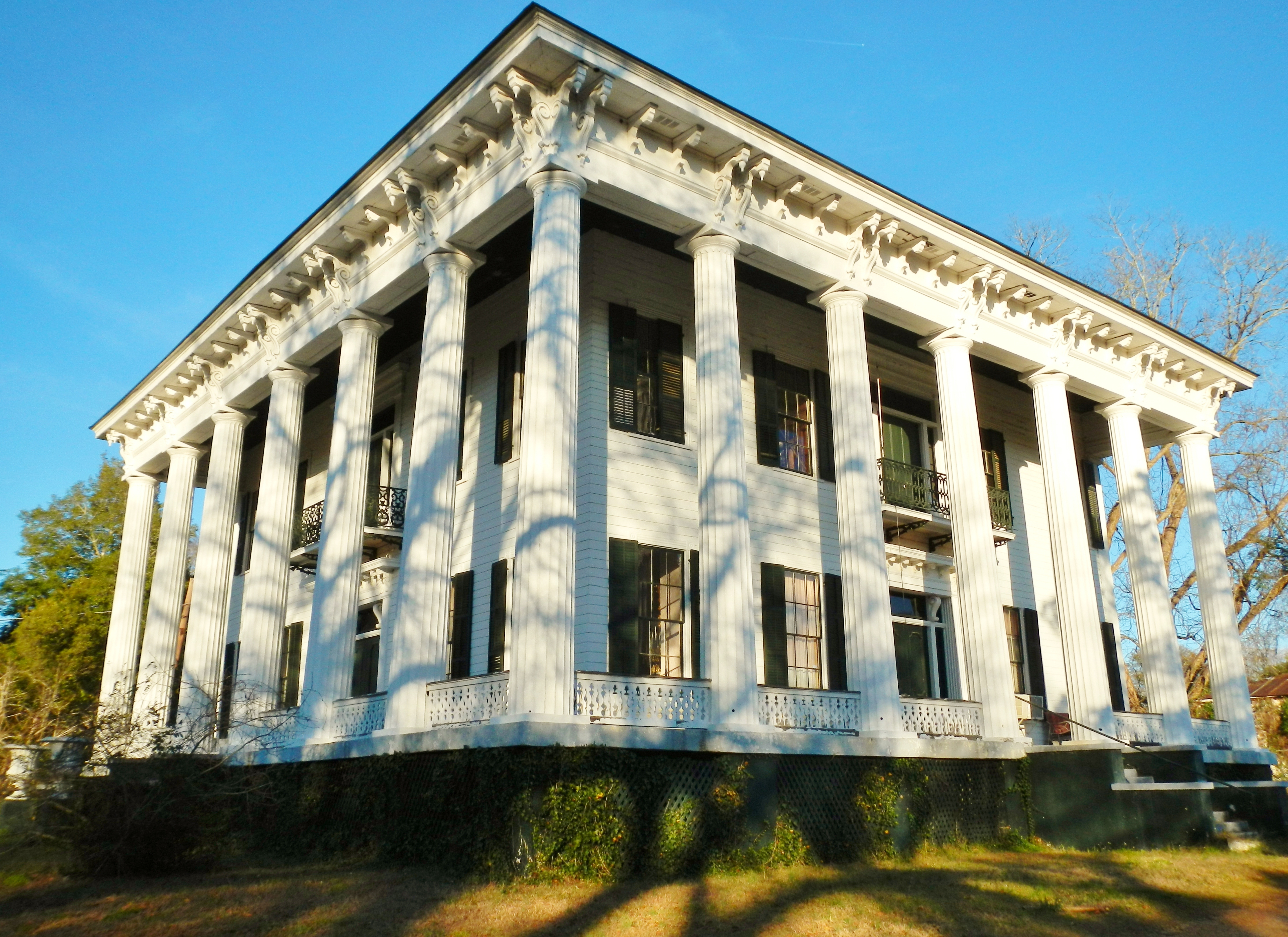
Мідавлон був побудований в 1853 році. Він був включений до Національного реєстру історичних місць 12 грудня 1973.

Згідно з переписом 2010 року, у місті мешкало 115 осіб у 50 домогосподарствах у складі 34 родин. Густота населення становила 56 осіб/км².  Було 61 помешкання (30/км²).
Расовий склад населення:
| - 76,5 % — білих - 20,9 % — чорних або афроамериканців - 2,6 % — осіб інших рас |

До двох чи більше рас належало 0,0 %. Частка іспаномовних становила 0,9 % від усіх жителів.
За віковим діапазоном населення розподілялося таким чином: 20,0 % — особи молодші 18 років, 55,7 % — особи у віці 18—64 років, 24,3 % — особи у віці 65 років та старші. Медіана віку мешканця становила 51,4 року. На 100 осіб жіночої статі у місті припадало 109,1 чоловіків;  на 100 жінок у віці від 18 років та старших — 95,7 чоловіків також старших 18 років.
Середній дохід на одне домашнє господарство  становив 59 973 долари США (медіана — 39 375), а середній дохід на одну сім'ю — 66 551 долар (медіана — 45 893). За межею бідності перебувало 3,4 % осіб, у тому числі 0,0 % дітей у віці до 18 років та 9,1 % осіб у віці 65 років та старших.
Цивільне працевлаштоване населення становило 48 осіб. Основні галузі зайнятості: публічна адміністрація — 29,2 %, сільське господарство, лісництво, риболовля — 20,8 %, освіта, охорона здоров'я та соціальна допомога — 12,5 %, мистецтво, розваги та відпочинок — 6,3 %.

## Галерея

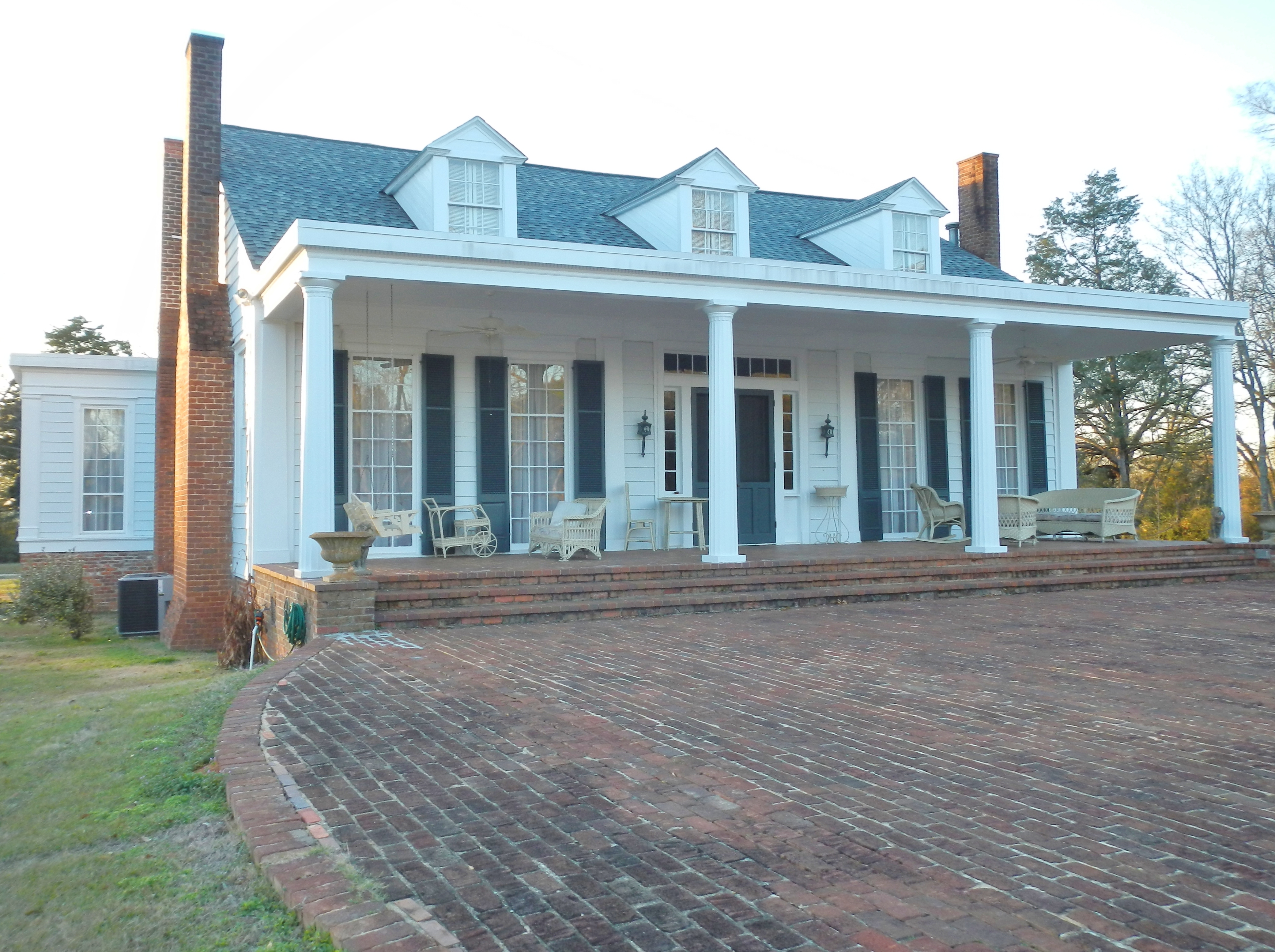
Будинок Маренго 1847 р.
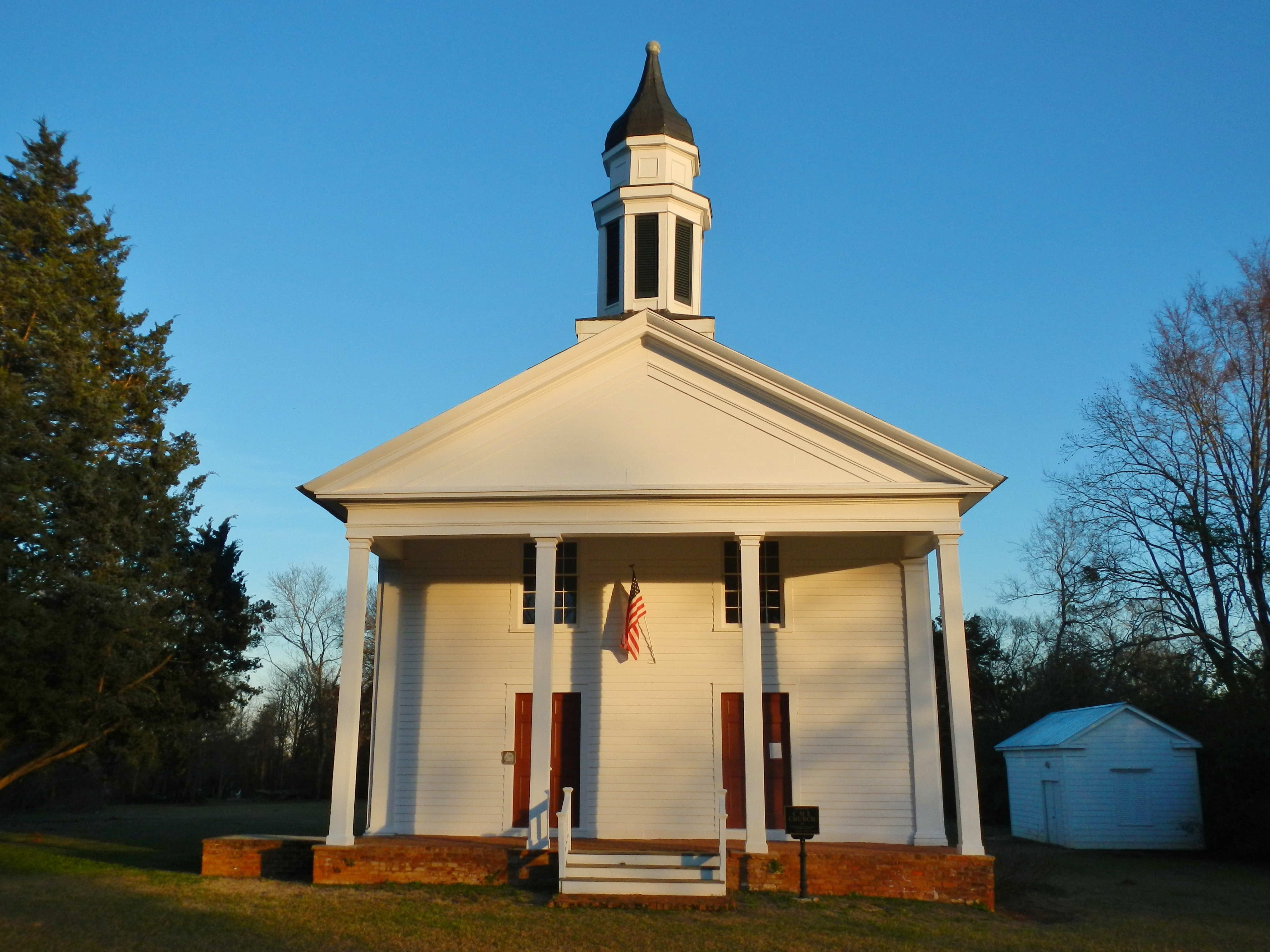
Церква, побудована у 1833 р.
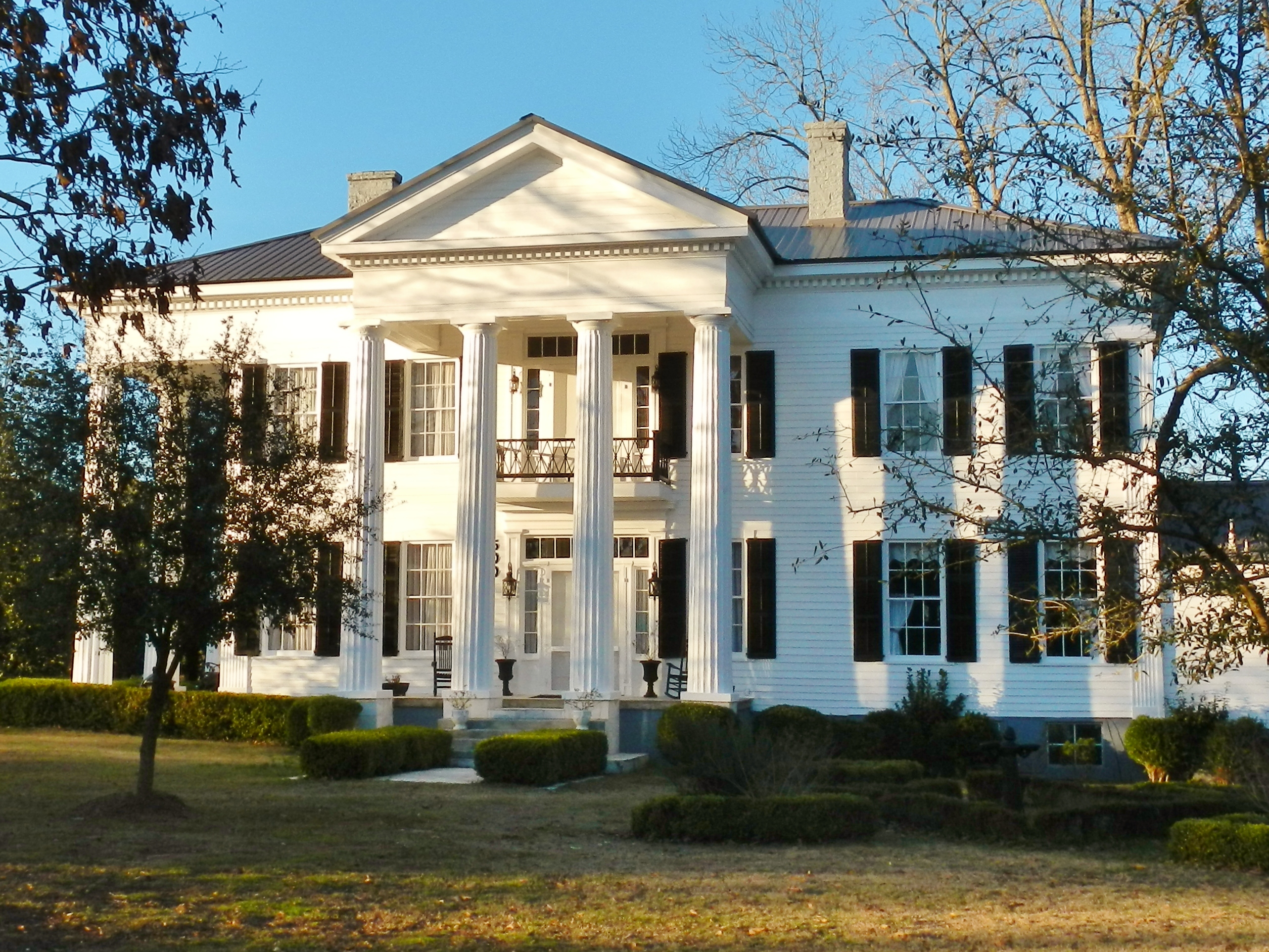
Будинок плантатора Арчибальда Тайсона 1857 р.
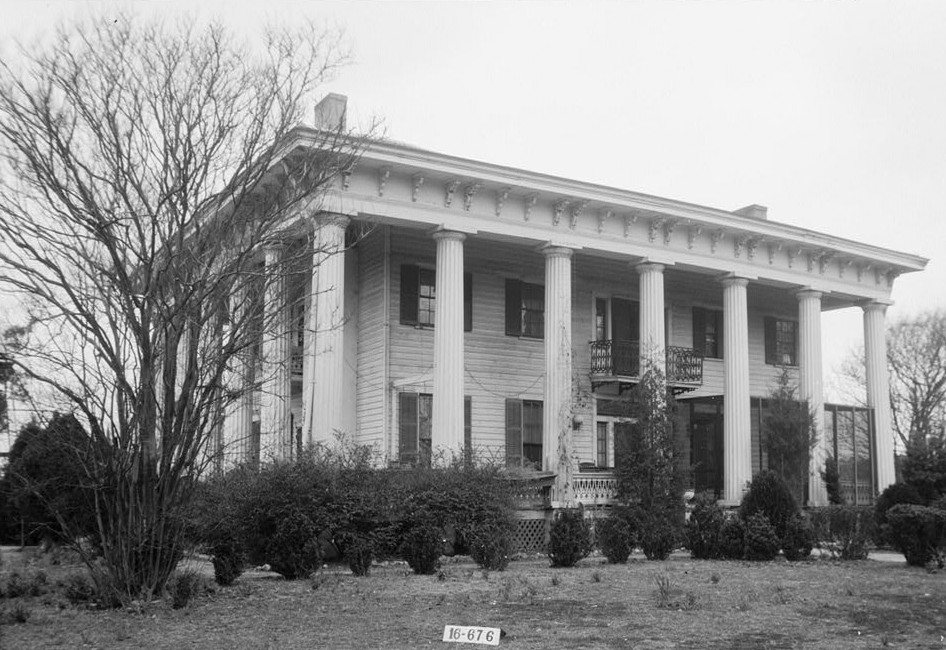
Особняк 1830 р.